# A vég (Bűbájos boszorkák)
"A vég" az amerikai Bűbájos boszorkák sorozat harmadik évadjának befejező, 22. része, a 3 évad záró műsora. Összesítve ez a sorozat 66. része. A részt eredetileg először az Amerikai Egyesült Államokban a The WB csatornán 2001. május 17-én mutatták be. A részt Brad Kern írta és Shannen Doherty rendezte. Bár ez volt az utolsó rész, amit Doherty rendezett, itt búcsúzott Prue Halliwell karakterétől is, bár a karakter a 9. sorozatban még visszatér. Ebben a részben világszerte híre megy, hogy a bűbájosok valójában boszorkányok, és minden riporter rajtuk cseng.

## Epizódismertető
A Halliwell lányokat egy erős démon, Shax akarja eltenni láb alól. Őt a hármak erejével lehet elpusztítani de Phoebe az alvilágban van. Igenám, de a lányokat még ennél is nagyobb veszély üldöz, a televízió. A szomszédjuk Eliss beront a Halliwell kúriába, de Prue idegességében kidobja. De a lány bosszút áll emiatt és megöli Pipert. De az idő visszaforgatásával Piper életben marad, de a már megvívott harcot Shaxxal rosszul fejeződik be. Prue meghal.

## Fogadtatás

### Értékelések
Az epizód eredeti, 2001. május 17-i adásba kerülésekor 5,3 millió nézőt ért el.

### Kritikai fogadtatás
2014. október 30-án Gavin Hetherington a SpoilerTV-nél a Throwback Thursday részeként elemezte az epizódot,  Gavin puhán bánt a harmadik évadot záró résszel, mely szerinte "egy jól megírt évadzáró” és hozzátette, hogy "[a] Bűbájos boszorkák harmadik évadjának zárásában minden benn volt, tele volt izgalommal és megsemmisüléssel, jól körül járta az egyiok legbefolyásosabb boszorkány végét.” Prue haláláról azt írta, "ez volt az egyik legjobb a televíziózás történetében." A jellemzését így zárta: az epizód "hihetetlen volt az elejétől a végéig."